# Черногорский национальный театр
Черногорский национальный театр (босн. и серб. Crnogorsko Narodno Pozorište/Црногорско народно позориште) — единственный профессиональный театр, расположенный в столице Черногории — Подгорице.

## История

### Титоградский городской театр (1953—1969)
В 1953 году был образован муниципальный театр, организаторы которого хотели того, чтобы он стал одним из значимых учреждений культуры в стране. С 1958 года в состав театральной группы стали входить полупрофессиональные коллективы со всех уголков Черногории. А в 1960 году труппа театра выехала на свою первую гастрольную поездку вне Черногории.

### Черногорский национальный театр (1969—1989)
В 1969 году Титоградский городской театр получил официальный статус национального театра и был переименован в Черногорский национальный театр. В 1975 году директором стал Владимир Попович, который старался вдохнуть в творчество актёров новое веяние и не боялся экспериментировать в театральных постановках. Такие поиски труппой своей индивидуальности зрители не всегда воспринимали однозначно. Именно тогда стартовал фестиваль «Югославские театральные встречи», задуманный для представления текущих постановок югославских национальных театров. В 1981 году директором стал театральный критик Милорад Стоевич. Этот период прославился большим разнообразием произведений в репертуаре, а также более выраженной режиссёрской поэтикой.

### Пожар (1989)
О пожаре 1989 года мало что известно, известно лишь то, что он произошел 10 ноября 1989 года. В то время театр оказался в самой тяжелой ситуации с момента своего основания. Тогда же новым директором был назначен Благота Эракович. В 1990 году было решено восстановить и расширить старое здание.

### Настоящее время (с 1997)
Спустя долгих семи лет ремонта, новое здание было построено. С 1997 года, театр стал играть роль культурного посла Черногории за рубежом, состоялось более 40 премьер, театр принял участие во множестве международных культурных проектов, открывая для жителей других государств черногорскую культуру. В это же время, на сцену театра приглашали многих известных исполнителей из-за пределов страны. В настоящее время здесь довольно часто исполняют произведения из русской классики например такие как, «Преступление и наказание», «Дачники», «Обломов», «Чайка» и «Ревизор». Также в театре популярны и постановки по произведениям Негоша такие как, «Ложный царь Мали» и «Горный венец». Также здесь играют пьесы Шекспира, проводят музыкальные концерты, ставят оперные и балетные постановки, а также здесь проходит Международный музыкальный фестиваль.